# 浮梁双峰塔
浮梁双峰塔位于中国江西省景德镇市浮梁县勒功乡勒功村宝莲山的两个山峰之间，双峰寺遗址上，由勒功村黄氏家族建于北宋天圣年间，是一座砖体楼阁式佛塔，坐东朝西，六角五层，塔身收分呈弧线，高19米。佛龛中的石雕佛像，颇为精美。幸存的两通古碑，分别刻录南宋《双峰寺记》和明代《双峰塔记》。2018年3月9日，双峰塔公布为第六批江西省文物保护单位，编号6-3-166。2019年10月16日，浮梁双峰塔公布为第八批全国重点文物保护单位，编号8-0335-3-138。